# 斯瓦沃米尔·姆罗热克

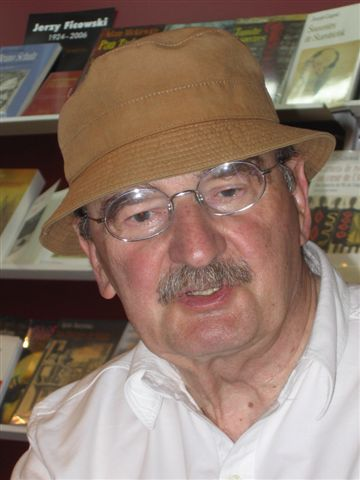
斯瓦沃米尔·姆罗热克

斯瓦沃米尔·姆罗热克（波蘭語：Sławomir Mrożek；1930年6月29日—2013年8月15日）是一位波兰戏剧家、作家和漫畫家。
姆罗热克曾加入波兰统一工人党，他也是一位記者。他于20世纪50年代末开始创作剧本。
1963年，他移居意大利和法国。出國後，姆羅熱克开始批评波兰當局，並抗議華約入侵捷克斯洛伐克。1996年他返回波兰并在克拉科夫定居。2008年，他又搬回法国。他最終在尼斯去世，享年83岁。